# Göllnitz

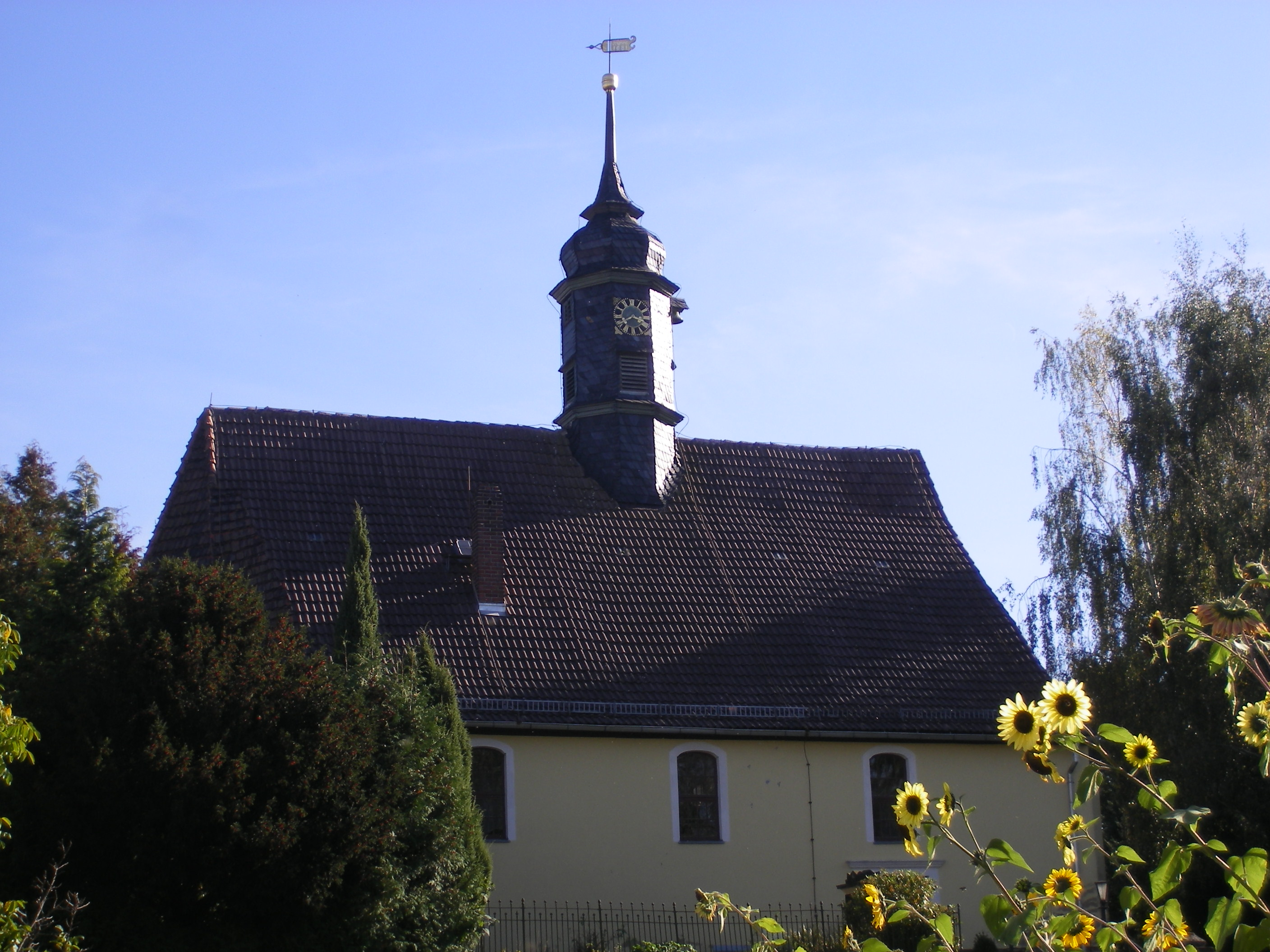
Dorfkirche

Göllnitz ist eine Gemeinde im thüringischen Landkreis Altenburger Land, etwa 10 km südwestlich von Altenburg. Sie ist Mitglied in der Verwaltungsgemeinschaft Rositz.

## Geografie

### Lage
Göllnitz liegt im Altenburg-Zeitzer Lößhügelland. Durch den Ortsteil Göllnitz fließen der Kleine Jordan und der Schwanditzbach, beides Zuflüsse der Blauen Flut.

### Nachbargemeinden
Angrenzende Gemeinden sind Mehna, Starkenberg, Göhren, die Stadt Schmölln und Dobitschen.

### Gemeindegliederung
Die Gemeinde besteht aus dem Ort Göllnitz sowie den Ortsteilen Kertschütz, Schwanditz und Zschöpperitz.

## Geschichte
Die Göllnitzer Dorfkirche geht mutmaßlich auf das 13. Jahrhundert zurück. Göllnitz gehörte zum wettinischen Amt Altenburg, welches ab dem 16. Jahrhundert aufgrund mehrerer Teilungen im Lauf seines Bestehens unter der Hoheit folgender Ernestinischer Herzogtümer stand: Herzogtum Sachsen (1554 bis 1572), Herzogtum Sachsen-Weimar (1572 bis 1603), Herzogtum Sachsen-Altenburg (1603 bis 1672), Herzogtum Sachsen-Gotha-Altenburg (1672 bis 1826). Bei der Neuordnung der Ernestinischen Herzogtümer im Jahr 1826 kam der Ort wiederum zum Herzogtum Sachsen-Altenburg.
Nach der Verwaltungsreform im Herzogtum gehörte Göllnitz bezüglich der Verwaltung zum Ostkreis (bis 1900) bzw. zum Landratsamt Altenburg (ab 1900). Das Dorf gehörte ab 1918 zum Freistaat Sachsen-Altenburg, der 1920 im Land Thüringen aufging. 1922 kam es zum Landkreis Altenburg.
Am 1. Juli 1950 wurden Schwanditz und Kertschütz eingemeindet. Zschöpperitz folgte am 28. August 1973. Bei der zweiten Kreisreform in der DDR wurden 1952 die bestehenden Länder aufgelöst und die Landkreise neu zugeschnitten. Somit kam die Gemeinde Göllnitz mit dem Kreis Schmölln an den Bezirk Leipzig, der seit 1990 als Landkreis Schmölln zu Thüringen gehörte und bei der thüringischen Kreisreform 1994 im Landkreis Altenburger Land aufging. Die Gemeinde Göllnitz gehörte von 1. Januar 1992 bis 31. Dezember 2018 der Verwaltungsgemeinschaft Altenburger Land an. Diese wurde aufgelöst und Göllnitz wechselte in die Verwaltungsgemeinschaft Rositz.

### Einwohnerentwicklung
Entwicklung der Einwohnerzahl (Stand jeweils 31. Dezember):
| - 1994: 364 - 1995: 368 - 1996: 393 - 1997: 394 - 1998: 394 - 1999: 402 | - 2000: 410 - 2001: 400 - 2002: 391 - 2003: 391 - 2004: 395 - 2005: 381 | - 2006: 370 - 2007: 359 - 2008: 347 - 2009: 339 - 2010: 341 - 2011: 339 | - 2012: 332 - 2013: 330 - 2014: 333 - 2015: 336 - 2016: 322 - 2017: 324 | - 2018: 331 - 2019: 320 - 2020: 329 - 2021: 325 - 2022: 319 - 2023: 310 |

Datenquelle: Thüringer Landesamt für Statistik

## Politik

### Gemeinderat
Seit der Kommunalwahl am 26. Mai 2024 setzt sich der Gemeinderat wie folgt zusammen:
- Feuerwehrverein Göllnitz/Zschöpperitz – 6 Sitze

Die Wahlbeteiligung lag bei 66,1 % (−1,6 %p).

### Bürgermeister
Bürgermeister ist seit dem Jahr 1976 der FDP-Politiker Hans-Jürgen Heitsch. Er wurde zuletzt am 12. Juni 2022 mit 98,6 Prozent und einer Wahlbeteiligung von 55,4 % (- 1,4 %p) im Amt bestätigt.

## Wirtschaft und Infrastruktur

### Wasserver- und Abwasserentsorgung
Die Gemeinde ist bei der Wasserver- und Abwasserentsorgung im Gegensatz zu vielen anderen Gemeinden in Thüringen eigenständig. Bis auf wenige Ausnahmen sind fast alle Haushalte der Gemeinde an die Kläranlage im Gewerbegebiet Göllnitz angeschlossen.

### Energie und Wärme
In Göllnitz stellt eine Biogasanlage Strom her. Die dabei entstehende Wärme wird durch einen kommunalen Eigenbetrieb in ein Nahwärmenetz eingespeist, an das im Jahr 2014 80 % der Haushalte im Ortsteil Göllnitz und 60 % der Haushalte im Ortsteil Zschöpperitz angeschlossen waren.

### Verkehr
Durch die Gemeinde verlaufen die Landesstraßen L1361 und L1362. Eina Bahnanbindung hat die Gemeinde nicht.

### Gewerbe
Die Gemeinde hat im Norden ein Gewerbegebiet, welches an der L1362 liegt.

## Personen, die in Göllnitz geboren wurden
- Julius Herrmann, 1847 in Zschöpperitz geboren, Reichstags- und Landtagsabgeordneter